# The Brilliant Green
The Brilliant Green ist eine japanische Alternative-Band, die im März 1995 in Kyōto gegründet wurde. Mit ihrer dritten Veröffentlichung There Will Be Love There gelang ihnen der Durchbruch am japanischen Musikmarkt. Nach einer fünfjährigen kreativen Pause nahmen sie ihre Aktivitäten mit der Single Stand By Me im Jahr 2007 wieder auf.
2001 wurden sie vom Time Magazine neben Gruppen wie Radiohead und U2 als eine der zehn besten Bands außerhalb der Vereinigten Staaten gelistet.

## Bandgeschichte
Shunsaku Okuda und Ryō Matsui kannten sich bereits seit der Oberschule, doch erst einige Jahre später entschlossen sie sich gemeinsam eine Band zu gründen, nachdem sie beide bereits zuvor erfolglos in anderen Gruppen aktiv waren. Im Sommer 1994 trafen sie erstmals auf Tomoko Kawase, die zum damaligen Zeitpunkt ebenfalls auf der Suche nach Mitgliedern für ihre Band war. Im März 1995 gründeten sie gemeinsam The Brilliant Green. Inspiriert von verschiedenen japanischen und westlichen, vor allem britischen Künstlern produzierten sie mehrere Demoaufnahmen, unter anderem spielten sie eine Coverversion von Rise & Shine von der schwedischen Band The Cardigans ein. Schon im Mai 1995 erhielten sie einen Plattenvertrag mit Sony Music Japan, doch bis zu ihrer ersten Veröffentlichung sollte es noch über zwei Jahre dauern.
Nach zwei Jahren, unzähligen Liveauftritten und mehreren Demoaufnahmen erschien 21. September 1997 mit Bye Bye Mr. Mug endgültig ihre Debütsingle. Sowohl Bye Bye Mr. Mug als auch die nachfolgende Single Good Bye and Good Luck waren allerdings nur mäßig erfolgreich und kamen nicht über Position 69 und 70 der Oricon-Charts hinaus. Erst mit ihrer dritten Veröffentlichung There Will Be Love There gelang ihnen ihr erster Hit. There Will Be Love There verkaufte sich knapp 880.000 Mal, stellt damit bis heute ihre erfolgreichste Single dar und erreichte fünf Wochen nach dem Erscheinungstermin Platz 1 der japanischen Charts. Es folgten zwei weitere Nummer-1-Singles und ihr selbstbetiteltes Debütalbum, das sich bis heute über 1,3 Millionen Mal verkaufte und zu einem der erfolgreichsten japanischen Alben des Jahres 1998 zählt. The Brilliant Greens erste landesweite Tournee war dank der vorangegangenen Erfolge und Online-Verkauf von Konzerttickets innerhalb von drei Minuten völlig ausverkauft. Das Jahr 1999 wurde mit insgesamt fünf Single-Veröffentlichungen, einem Studioalbum und ihrer landesweiten Tournee There Will Be Live There ihr bisher aktivstes Jahr, doch der im Vorjahr gestartete Hype um die Band ließ im Laufe des Jahres nach und die Verkaufszahlen sanken deutlich ab.
Während die ersten beiden Singles des Frühjahres 1999 noch Spitzenpositionen erreichten, kam Bye! My Boy! im Dezember nicht über Position 29 hinaus. In den folgenden beiden Jahren wurden nur mehr zwei weitere Lieder und das Album Los Angeles veröffentlicht. Der Band drohte zu diesem Zeitpunkt am japanischen Musikmarkt in Vergessenheit zu geraten, da große Veröffentlichungen ausblieben und die Band über Ideenlosigkeit klagte. 2002 startete Kawase ihr erstes Soloprojekt Tommy February6. Als alles auf ein Ende der Band hindeutete wurden die Singles Forever to Me ~Owari Naki Kanashimi~, Rainy Days Never Stays, I’m So Sorry Baby und das Winter Album veröffentlicht. Sowohl das Album als auch die Singles verkauften sich nur schleppend und konnten, trotz erneut ausgezeichneter Musikkritiken, mit den Veröffentlichungen ihrer populärsten Zeiten zwischen 1998 und 1999 nicht mehr mithalten. Die Band beschloss daraufhin ihre Aktivitäten einzustellen, eine offizielle Meldung bezüglich einer Auflösung der Band blieb allerdings aus. Im Laufe der nächsten Jahre kümmerten sich Kawase mit Tommy Heavenly6 und Matsui mit Meister um ihre Soloprojekte, während sich Okuda aus der Öffentlichkeit zurückzog.
2007 gaben The Brilliant Green überraschend die Wiederaufnahme ihrer Aktivitäten bekannt. Am 22. August 2007, vier Jahre und acht Monate nach ihrer letzten Veröffentlichung erschien Stand By Me. Es folgten zwei weitere Singles und die erfolgreiche Complete Single Collection. Letztere schaffte es als erstes ihrer Alben an die Spitze der japanischen Charts und erreichte Platz 6 der Weltcharts. Zum zehnten Jubiläum des Debütalbums der Band, wurde für Ende 2008 ein neues Studioalbum angekündigt.

## Musikstil
Im Gegensatz zu den meisten anderen japanischen Gruppen ist die Musik von The Brilliant Green sehr vom westlichen, hauptsächlich aber britischen Musikstil geprägt, was sich auch an und in den oft sehr englischlastigen Texten zeigt (Good Bye and Good Luck, Call My Name). Neben J-Pop- und Hard-Rock-Einflüssen (Rainy Days Never Stays bzw. Ash Like Snow) werden auch Einflüsse der Beatles und der Britpop-Bewegung in ihren Liedern deutlich (Bye Bye Mr. Mug, Good Bye and Good Luck, Nagai Tameiki No You Ni).
Während alle Lieder von Okuda und teilweise auch von Matsui (I’m in Heaven, Baby London Star) komponiert werden, werden alle Texte ausschließlich von Kawase selbst geschrieben. In einigen der von Kawase geschriebenen englischen Texten fallen schwere Grammatikfehler und auch klassisches Engrish auf, was sich oft auch schon in den Titeln zeigt (There Will Be Love There, Rainy Days Never Stays). Ob diese Fehler beabsichtigt sind, oder durch mangelnde Englischkenntnisse resultieren, ist nicht bekannt.
Der Musikstil der Band änderte sich im Laufe der Jahre kaum, neuere Lieder – welche während und nach ihrer langjährigen Pause entstanden – klingen im Vergleich zu ihren ersten Werken allerdings moderner und teilweise auch ausgereifter.

## Diskografie

### Alben
| Jahr | Titel                              | Höchstplatzierung, Gesamtwochen, AuszeichnungChartsChartplatzierungen (Jahr, Titel, Platzierungen, Wochen, Auszeichnungen, Anmerkungen) | Anmerkungen                              |
| Jahr | Titel                              | JP | Anmerkungen                              |
| ---- | ---------------------------------- | --- | ---------------------------------------- |
| 1998 | The Brilliant Green                | JP2 ×3Dreifachplatin · (21 Wo.)JP | Erstveröffentlichung: 19. September 1998 |
| 1999 | Terra 2001                         | JP2 Platin · (9 Wo.)JP | Erstveröffentlichung: 19. September 1998 |
| 2001 | Los Angeles                        | JP2 Platin · (8 Wo.)JP | Erstveröffentlichung: 19. September 1998 |
| 2002 | The Winter Album                   | JP6 (7 Wo.)JP | Erstveröffentlichung: 8. September 1999  |
| 2008 | Complete Single Collection ‘97–’08 | JP1 Gold · (13 Wo.)JP | Erstveröffentlichung: 20. Februar 2008   |
| 2010 | Blackout                           | JP16 (6 Wo.)JP | Erstveröffentlichung: 9. September 2010  |
| 2014 | The Swingin’ Sixties               | JP18 (4 Wo.)JP | Erstveröffentlichung: 23. Juli 2014      |

### Singles
| Jahr | Titel Album                                                    | Höchstplatzierung, Gesamtwochen, AuszeichnungChartsChartplatzierungen (Jahr, Titel, Album, Platzierungen, Wochen, Auszeichnungen, Anmerkungen) | Anmerkungen                              |
| Jahr | Titel Album                                                    | JP | Anmerkungen                              |
| ---- | -------------------------------------------------------------- | --- | ---------------------------------------- |
| 1997 | Bye Bye Mr. Mug –                                              | JP69 (5 Wo.)JP | Erstveröffentlichung: 21. September 1997 |
| 1997 | Good Bye and Good Luck –                                       | JP71 (5 Wo.)JP | Erstveröffentlichung: 1. Dezember 1997   |
| 1998 | There Will Be Love There -Ai No Aru Basho- The Brilliant Green | JP1 ×2Doppelplatin + Gold (Digital) · (20 Wo.)JP                                                                                               | Erstveröffentlichung: 13. Mai 1998       |
| 1998 | Tsumetai Hana The Brilliant Green                              | JP1 Platin · (10 Wo.)JP | Erstveröffentlichung: 26. August 1998    |
| 1999 | Sono Speed De Terra 2001                                       | JP1 Platin · (10 Wo.)JP | Erstveröffentlichung: 27. Januar 1999    |
| 1999 | Nagai Tameiki No You Ni Terra 2001                             | JP4 Gold · (6 Wo.)JP | Erstveröffentlichung: 10. März 1999      |
| 1999 | Ai No ♥ Ai No Hoshi Terra 2001                                 | JP9 Gold · (5 Wo.)JP | Erstveröffentlichung: 18. August 1999    |
| 1999 | Call My Name Terra 2001                                        | JP12 (4 Wo.)JP | Erstveröffentlichung: 22. September 1999 |
| 1999 | Bye! My Boy! Terra 2001                                        | JP29 (2 Wo.)JP | Erstveröffentlichung: 1. Dezember 1999   |
| 2000 | Hello Another Way -Sorezore No Basho- Los Angeles              | JP8 Gold · (7 Wo.)JP | Erstveröffentlichung: 31. Mai 2000       |
| 2000 | Angel Song -Eve No Kane- Los Angeles                           | JP3 Gold · (9 Wo.)JP | Erstveröffentlichung: 1. Oktober 2000    |
| 2002 | Forever to Me -Owari Naki Kanashimi- The Winter Album          | JP10 (4 Wo.)JP | Erstveröffentlichung: 24. April 2002     |
| 2002 | Rainy Days Never Stays The Winter Album                        | JP14 (3 Wo.)JP | Erstveröffentlichung: 31. Juli 2002      |
| 2002 | I’m So Sorry Baby The Winter Album                             | JP15 (3 Wo.)JP | Erstveröffentlichung: 9. Oktober 2002    |
| 2007 | Stand By Me Complete Single Collection                         | JP10 (8 Wo.)JP | Erstveröffentlichung: 22. August 2007    |
| 2007 | Enemy Complete Single Collection                               | JP21 (6 Wo.)JP | Erstveröffentlichung: 12. Dezember 2007  |
| 2008 | Ash Like Snow Complete Single Collection                       | JP8 Gold (Mobile Downloads) · (11 Wo.)JP | Erstveröffentlichung: 6. Februar 2008    |
| 2010 | Like Yesterday Blackout                                        | JP17 (4 Wo.)JP | Erstveröffentlichung: 24. Februar 2010   |
| 2010 | Blue Daisy Blackout                                            | JP20 (3 Wo.)JP | Erstveröffentlichung: 30. Juni 2010      |
| 2010 | I Just Can’t Breathe... Blackout                               | JP33 (3 Wo.)JP | Erstveröffentlichung: 18. August 2010    |

### Videoalben
| Jahr | Titel                          | Höchstplatzierung, Gesamtwochen, AuszeichnungChartsChartplatzierungen (Jahr, Titel, Platzierungen, Wochen, Auszeichnungen, Anmerkungen) | Anmerkungen |
| Jahr | Titel                          | JP | Anmerkungen |
| ---- | ------------------------------ | --- | --- |
| 1999 | The Brilliant Green Clips      | — | Erstveröffentlichung: 21. April 1999 Sammlung aller zwischen 1997 und 1998 veröffentlichten Musikvideos                                                                   |
| 2000 | Super Terra 2000               | — | Erstveröffentlichung: 1. April 2000 Live-Aufzeichnungen von Konzerten am 11. Januar 2001 im Fukuoka Sunpalace und 15. und 16. Januar 2001 in der Shibuya C. C. Lemon Hall |
| 2001 | Los Angeles Clips 2            | — | Erstveröffentlichung: 1. Januar 2001 Sammlung aller zwischen 1999 und 2000 veröffentlichten Musikvideos                                                                   |
| 2008 | Music Video Collection ’98–’08 | JP35 (4 Wo.)JP | Erstveröffentlichung: 20. Februar 2008 Sammlung aller bisher veröffentlichten Musikvideos                                                                                 |